# Emmanuel Sfiatkos
Emmanuel Sfiatkos (* 14. Januar 1977 in Duisburg als Ioannis Sfiatkos) ist ein griechisch-orthodoxer Geistlicher in Berlin und Vikarbischof der Griechisch-Orthodoxen Metropolie von Deutschland. Als Bischof trägt er den Titel Bischof Emmanuel von Christoupolis.

## Leben
Ioannis Sfiatkos studierte orthodoxe Theologie an der Ludwig-Maximilians-Universität in München, wo er 2001 mit der Diplomprüfung abschloss. Nach dem Studium war er als Lehrer für orthodoxen Religionsunterricht an der Europäischen Schule München und am Klenze-Gymnasium München tätig.
Am 20. November 2004 empfing in der Allerheiligenkirche in München die Diakonenweihe durch Metropolit Augoustinos von Deutschland, am 15. August 2005 wurde er zum Erzdiakon ernannt. Am 26. November 2005 weihte ihn Metropolit Augoustinos in der Metropolitankirche „Agia Trias“ in Bonn-Limperich zum Priester. Seit dem 25. Dezember 2005 ist er Seelsorger an der Kirchengemeinde Christi Himmelfahrt in Berlin-Steglitz, 2008 wurde er dort zum Pfarrer ernannt und fungiert als Bischöflicher Vikar für Berlin, Brandenburg und Mecklenburg-Vorpommern. Der Ökumenische Patriarch Bartholomäus I. erhob ihn im Jahre 2008 zum Archimandriten des Ökumenischen Patriarchats von Konstantinopel.

## Wirken
Sfiatkos ist seit 2010 Beauftragter der Orthodoxen Bischofskonferenz in Deutschland (OBKD) am Sitz der Bundesregierung und war von 2015 bis 2021 Vorsitzender des Ökumenischen Rates Berlin-Brandenburg. Am 23. Juni 2020 wählte ihn die Heilige Synode des Ökumenischen Patriarchates zum Vikarbischof. Am 11. Juli 2020 wurde er in der Kirche Christi Himmelfahrt in Berlin-Steglitz zum Bischof geweiht.
Anlässlich des 75-jährigen Jubiläums der Arbeitsgemeinschaft Christlicher Kirchen in Deutschland hielt er eine vielbeachtete Festpredigt im Magdeburger Dom, in der er die Vision einer ersten weiblichen ACK-Vorsitzenden hatte.